# كلية الحقوق (جامعة القاهرة)
كلية الحقوق جامعة القاهرة هي كلية للحقوق تقع داخل جامعة القاهرة، تأسست عام 1868، وقبل أن تنضم إلى الجامعة المصرية سنة 1925 كانت مدرسة تسمى مدرسة الإدارة والألسن. ثم انفصلت مدرسة الإدارة عن مدرسة الألسن، وظلت مدرسة الإدارة معروفة بهذا الاسم حتى صدر قرار بتسميتها مدرسة الحقوق. وتحولت مدرسة الحقوق إلى كلية الحقوق سنة 1925 علي يد البلجيكي جورج مرزباخ [محل شك]، وكان طلاب الكلية عند ضمها إلى جامعة القاهرة 980 طالباً ، ومن مشاهير خريجيها صدام حسين
.

## تطور الكلية
أصبح عدد طلاب الكلية في العام الدراسي 2006\2007 يزيد على خمسة وثلاثين ألف طالب بقسمي الليسانس والدراسات العليا.
وفي العام الجامعى 1995\1996 استحدث قسم الدراسات القانونية باللغة الإنجليزية وقد بلغ عدد الطلاب في العام الدراسى (2006/2007) 570 طالباً.
كما استحدث في العام 1996 قسم الدراسة باللغة الفرنسية بناء على اتفاقية تعاون بين جامعة القاهرة وباريس (1) ليحصل الطالب على ليسانس الحقوق من جامعة باريس (1) وليسانس الحقوق من كلية الحقوق جامعة القاهرة ويبلغ عدد طلاب الفرق الأربعة بالقسم حوالي 220 طالبا وطالبة.

## المراكز البحثية
تضم الكلية سبعة مراكز بحثية وتدريبية هي:
1. مركز بحوث دراسات مكافحة الجريمة
2. مركز البحوث والدراسات القانونية
3. مركز المعلومات والأستشارات القانونية
4. مركز حقوق الإنسان
5. مركز الدراسات والتنمية الإدراية
6. مركز حماية المستهلك
7. لجنة الطباعة والنشر